# Токов, Анатолий Александрович
Анато́лий Алекса́ндрович То́ков (род. 17 февраля 1990, Тобольск) — российский боец смешанного стиля средней весовой категории, выступает на профессиональном уровне начиная с 2009 года. Известен по участию в турнирах таких организаций, как Bellator, M-1 Global, ACB, Rizin FF, Fight Nights, владел титулом чемпиона ACB в среднем весе. Претендент на титул чемпиона Bellator в среднем весе. Серебряный призёр Кубка мира по  боевому самбо 2023 года. Чемпион России по армейскому рукопашному бою, мастер спорта.

## Биография
Анатолий Токов родился 17 февраля 1990 года в городе Тобольске Тюменской области. Отец русский, мать кабардинка. В возрасте пятнадцати лет начал активно заниматься армейским рукопашным боем, проходил подготовку в клубе единоборств «Сибиряк» под руководством тренера Андрея Михайловича Сабарова.
Первого серьёзного успеха на взрослом уровне добился в сезоне 2008 года, когда стал чемпионом России по АРБ, выиграл несколько турниров всероссийского и международного значения, выполнил норматив мастера спорта. Также несколько раз выступал на турнирах по панкратиону и боевому самбо.
В 2009 году Токов присоединился к знаменитому бойцовскому клубу Red Devil Fighting Team и дебютировал в профессиональных смешанных единоборствах — своего первого соперника Анатолия Винтовкина победил техническим нокаутом на отборочном турнире организации M-1 Global в Санкт-Петербурге. В течение двух последующих лет провёл в общей сложности шесть победных поединков, в том числе одержал победу на турнире M-1 Challenge в Астрахани. Первое в карьере поражение потерпел в декабре 2011 года нокаутом от Магомеда Магомедкеримова на чемпионате России по версии Лиги S-70. В 2012 году участвовал в реалити-шоу M-1 Fighter, транслировавшемся на телеканале «Боец» — выиграл здесь все три поединка гран-при.
Токов продолжал драться в различных российских промоушенах, в 2013 и 2014 годах одержал ряд значимых побед, в частности взял верх над таким опытными бойцами как Альберт Дураев и Джордан Смит. В 2015 году, помимо прочего, вместе с Фёдором Емельяненко побывал на турнире Rizin fighting federation в Японии, где на первой же минуте первого раунда нокаутировал известного американского бойца Эй Джея Мэттьюза.
Благодаря череде удачных выступлений в 2016 году Анатолий Токов удостоился права оспорить вакантный титул чемпиона Absolute Championship Berkut в среднем весе, и в титульном поединке техническим нокаутом победил Арби Агуева, став таким образом новым чемпионом организации. Также провёл один бой в промоушене Fight Nights, здесь единогласным решением судей взял верх над представителем Сербии Владимиром Филиповичем.
В 2017 году подписал контракт с крупной американской организацией Bellator и дебютировал на североамериканском континенте в феврале, победив техническим нокаутом Франсиско Франса.
В октябре 2018 года встретился в клетке Bellator с титулованным соотечественником Александром Шлеменко и выиграл у него единогласным решением судей.
22 марта 2019 года провел свой 4-й бой в Bellator против Джеральда Харриса. В 1-м раунде Токов оказался на грани поражения, побывав в нокдауне, но успел восстановиться и вернуться в бой, и уже во 2-м раунде смог провести удушающий прием гильотину и выиграть поединок.
Имеет высшее образование, окончил Тобольскую государственную социально-педагогическую академию им. Д. И. Менделеева. 

## Бизнес
Вместе с братом Владимиром Токовым открыл крестьянско-фермерское хозяйство, где они выращивают овощи (картошку, кукурузу, помидоры).

## Спортивные результаты
- Чемпионат России по самбо 2021 — ;
- Кубок России по самбо 2023 — ;
- Чемпионат России по самбо 2025 — ;

## Статистика в ММА
| Боёв 36  | Побед 32 | Поражений 4 |
| -------- | -------- | ----------- |
| Нокаутом | 17       | 1           |
| Сдачей   | 7        | 0           |
| Решением | 8        | 3           |

| Результат | Рекорд | Соперник               | Способ                        | Турнир                                          | Дата            | Раунд | Время | Место                      | Примечание                                     |
| --------- | ------ | ---------------------- | ----------------------------- | ----------------------------------------------- | --------------- | ----- | ----- | -------------------------- | ---------------------------------------------- |
| Поражение | 32-4   | Александр Шлеменко     | Раздельное решение            | RCC 21                                          | 14 декабря 2024 | 3     | 5:00  | Екатеринбург, Россия       |                                                |
| Победа    | 32-3   | Шараф Давлатмуродов    | Единогласное решение          | ACA 174                                         | 19 апреля 2024  | 3     | 5:00  | Санкт-Петербург, Россия    |                                                |
| Поражение | 31-3   | Джонни Эблин           | Единогласное решение          | Bellator 290                                    | 4 февраля 2023  | 5     | 5:00  | Инглвуд, Лос-Анджелес, США | Бой за титул чемпиона Bellator в среднем весе. |
| Победа    | 31-2   | Мухаммад Абдулла       | TKO (удары)                   | Bellator 282                                    | 24 июня 2022    | 1     | 2:28  | Анкасвилл, США             |                                                |
| Победа    | 30-2   | Шараф Давлатмуродов    | Раздельное решение            | Bellator 269                                    | 23 октября 2021 | 3     | 5:00  | Москва, Россия             |                                                |
| Победа    | 29-2   | Грачо Дарпинян         | ТКО (удары руками)            | Bellator 229                                    | 4 октября 2019  | 2     | 4:38  | Темекьюла, США             |                                                |
| Победа    | 28-2   | Джеральд Харрис        | Сдача (гильотина)             | Bellator 218                                    | 22 марта 2019   | 2     | 0:37  | Такервилл, США             |                                                |
| Победа    | 27-2   | Александр Шлеменко     | Единогласное решение          | Bellator 208                                    | 13 октября 2018 | 3     | 5:00  | Юниондейл, США             |                                                |
| Победа    | 26-2   | Владимир Филипович     | Техническая сдача (гильотина) | Bellator 200                                    | 25 мая 2018     | 1     | 0:56  | Лондон, Англия             |                                                |
| Победа    | 25-2   | Франсиско Франс        | TKO (удары руками)            | Bellator 172                                    | 18 февраля 2017 | 2     | 2:24  | Сан-Хосе, США              |                                                |
| Поражение | 24-2   | Рамазан Эмеев          | Решение большинства           | M-1 Challenge 73                                | 9 декабря 2016  | 3     | 5:00  | Назрань, Россия            |                                                |
| Победа    | 24-1   | Владимир Филипович     | Единогласное решение          | Fight Nights Global 50                          | 17 июня 2016    | 3     | 5:00  | Санкт-Петербург, Россия    |                                                |
| Победа    | 23-1   | Арби Агуев             | ТКО (удары руками)            | ACB 38: Прорыв                                  | 20 мая 2016     | 4     | 4:19  | Ростов-на-Дону, Россия     | Завоевал титул чемпиона ACB в среднем весе     |
| Победа    | 22-1   | Эй Джей Мэттьюз        | КО (удар рукой)               | Rizin FF: Saraba no Utake                       | 29 декабря 2015 | 1     | 0:55  | Сайтама, Япония            |                                                |
| Победа    | 21-1   | Адам Заяц              | ТКО (удары руками)            | ACB 19: Baltic Challenge                        | 30 мая 2015     | 1     | 2:00  | Калининград, Россия        |                                                |
| Победа    | 20-1   | Серджу Бреб            | КО (удар рукой)               | Стальная битва 2                                | 24 апреля 2015  | 1     | 4:07  | Старый Оскол, Россия       |                                                |
| Победа    | 19-1   | Максим Швец            | Сдача (гильотина)             | ACB 15: Grand Prix Berkut 2015 Stage 2          | 21 марта 2015   | 2     | 2:31  | Нальчик, Россия            |                                                |
| Победа    | 18-1   | Энок Солвес Торрес     | ТКО (удары руками)            | M-1 Challenge 54 / ACB 12                       | 17 декабря 2014 | 3     | 0:53  | Санкт-Петербург, Россия    |                                                |
| Победа    | 17-1   | Джордан Смит           | Единогласное решение          | Лига S-70: Плотформа 5                          | 9 августа 2014  | 3     | 5:00  | Сочи, Россия               |                                                |
| Победа    | 16-1   | Вадим Фегер            | КО (удар рукой)               | Стальная битва 1                                | 16 июля 2014    | 1     | 0:12  | Старый Оскол, Россия       |                                                |
| Победа    | 15-1   | Альберт Дураев         | КО (удары руками)             | M-1 Challenge 46                                | 14 марта 2014   | 1     | 3:21  | Санкт-Петербург, Россия    |                                                |
| Победа    | 14-1   | Рейналдо да Силва      | Единогласное решение          | Кубок Западной Сибири                           | 1 февраля 2014  | 2     | 5:00  | Тюмень, Россия             |                                                |
| Победа    | 13-1   | Ислам Яшаев            | Сдача (гильотина)             | Федерация ММА Воронежа: Fight Riot 2            | 12 октября 2013 | 2     | 2:14  | Воронеж, Россия            |                                                |
| Победа    | 12-1   | Адам Польгар           | ТКО (отказ от продолжения)    | Турнир «Освобождение»                           | 5 августа 2013  | 3     | 2:00  | Белгород, Россия           |                                                |
| Победа    | 11-1   | Магомед Исмаилов       | Сдача (кимура)                | M-1 Challenge 39                                | 23 мая 2013     | 1     | 2:48  | Москва, Россия             |                                                |
| Победа    | 10-1   | Юрий Щуров             | Единогласное решение          | M-1 Fighter 2012 Grand Finale                   | 16 декабря 2012 | 4     | 5:00  | Москва, Россия             |                                                |
| Победа    | 9-1    | Рустам Гаджиев         | Сдача (удушение сзади)        | M-1 Fighter 2012 полуфинал                      | 29 апреля 2012  | 3     | 0:00  | Москва, Россия             |                                                |
| Победа    | 8-1    | Павел Покатилов        | Единогласное решение          | M-1 Fighter 2012 четвертьфинал                  | 22 апреля 2012  | 2     | 3:00  | Москва, Россия             |                                                |
| Поражение | 7-1    | Магомед Магомедкеримов | КО (удар рукой)               | League S-70: Чемпионат России, первый раунд     | 22 декабря 2011 | 1     | 1:07  | Волгоград, Россия          |                                                |
| Победа    | 7-0    | Артур Корчемный        | КО (удар рукой)               | Школа Фёдора Емельяненко: Сибирь — Урал         | 16 декабря 2011 | 1     | 0:00  | Тюмень, Россия             |                                                |
| Победа    | 6-0    | Ян Жданский            | ТКО (удары руками)            | M-1 Challenge 28                                | 12 ноября 2011  | 1     | 4:20  | Астрахань, Россия          |                                                |
| Победа    | 5-0    | Арсен Магомедов        | ТКО (удары руками)            | MMA Corona Cup 2                                | 14 октября 2011 | 1     | 3:14  | Москва, Россия             |                                                |
| Победа    | 4-0    | Зураб Курбанов         | КО (удары руками)             | Кубок вызова: Сибирь — Северный Кавказ          | 12 февраля 2011 | 2     | 1:44  | Омск, Россия               |                                                |
| Победа    | 3-0    | Рустам Абдурапов       | Сдача (рычаг локтя)           | Турнир по боевому самбо памяти маршала Говорова | 25 декабря 2010 | 2     | 0:40  | Санкт-Петербург, Россия    |                                                |
| Победа    | 2-0    | Алексей Катюков        | КО (удар рукой)               | Lipetsk Mix Federation: Турнир городов          | 19 ноября 2010  | 2     | 0:00  | Липецк, Россия             |                                                |
| Победа    | 1-0    | Анатолий Винтовкин     | ТКО (удары руками)            | M-1 Challenge 2009 Selections 9                 | 3 ноября 2009   | 2     | 0:59  | Санкт-Петербург, Россия    |                                                |